# Serghei Bida
Serghei Bida (n. 13 februarie 1993, Moscova, Rusia) este un scrimer rus, medaliat olimpic. A participat la o ediție a Jocurilor Olimpice (2020) în care a câștigat o medalie de argint.